# Salaria basilisca
Espèce
Statut de conservation UICN

 LC  : Préoccupation mineure
Salaria basilisca, la blennie basilic, est une espèce de poissons de la famille des Blenniidae qui se rencontre en Méditerranée et dans l'Adriatique.

## Description
Salaria basilisca mesure jusqu'à 18 cm.